# Dying Fetus
Dying Fetus – amerykańska grupa muzyczna wykonująca death metal z wpływami takich gatunków jak grindcore czy hardcore. Zespół powstał w 1991 roku w Annapolis w stanie Maryland. Grupie przewodzi wokalista i gitarzysta John Gallagher, który pozostaje jedynym członkiem oryginalnego składu. Do 2009 roku ukazało się sześć albumów studyjnych formacji pozytywnie ocenianych zarówno przez krytyków muzycznych jak i publiczność. W początkowym okresie działalności twórczość Dying Fetus była skoncentrowana na odniesieniach do okultyzmu. Z kolei w latach późniejszych w tekstach zespół odnosił się do polityki i deprawacji społecznej.

## Historia
Zespół powstał w 1991 roku z inicjatywy gitarzysty Johna Gallaghera, basisty i wokalisty Jasona Nethertona. Skład uzupełnił gitarzysta i wokalista Nick Speleos. Jako trio formacja zarejestrowała debiutanckie demo zatytułowane Bathe in Entrails. Nagrania ukazały się jeszcze w 1993 roku nakładem samego zespołu. W 1993 roku nowym perkusistą został Rob Belton, natomiast Gallagher objął funkcję gitarzysty i wokalisty. Rok później skład opuścił Nick Speleos, którego zastąpił Brian Latta. Również w 1994 roku, już jako kwartet grupa zarejestrowała demo pt. Infatuation with Malevolence.
W 1995 roku materiał z obu kaset demo Dying Fetus ukazał się na wydawnictwie Infatuation with Malevolence. Nagrania ukazały się dzięki niezależnej firmie z Kalifornii Wild Rags Records. Rok później muzycy zarejestrowali debiutancki album studyjny zatytułowany Purification Through Violence. Wydawnictwo ukazało się nakładem wytwórni muzycznej Pulverizer Records. Na płycie oprócz autorskich kompozycji znalazła się interpretacja utworu „Scum” z repertuaru Napalm Death. Po nagraniach skład opuścił Belton którego zastąpił Erik Sayenga. Po szeregu koncertów w Stanach Zjednoczonych w maju 1997 roku Sayenga zastąpił Kevin Talley.
W międzyczasie grupą zainteresowała się niemiecka wytwórnia Morbid Records z którą muzycy wkrótce podpisali kontrakt wydawniczy. 27 lipca 1998 roku ukazał się drugi album studyjny Dying Fetus pt. Killing on Adrenaline. Wraz z nieznacznym wzrostem popularności zespołu skład opuścił Brian Latta, którego zastąpił Sparky Voyles. Rok później kwartet odbył pierwszą trasę w USA jako headliner. W 2000 roku nakładem Blunt Force Records ukazał się minialbum pt. Grotesque Impalement. Tego samego roku grupa nawiązała współpracę z firmą Relapse Records.
3 października 2000 roku ukazał trzeci album studyjny zespołu zatytułowany Destroy the Opposition. Rok później skład opuścili współzałożyciel zespołu Jason Netherton, gitarzysta Sparky Voyles oraz perkusista Kevin Talley. Nowym basistą i wokalistą został na krótko Derek Boyer, zaś gitarzystą Bruce Grieg. Z kolei na miejsce perkusisty do składu powrócił Erik Sayenga. Jeszcze w 2001 roku nowym basistą i wokalistą został Sean Beasley. Skład został rozszerzony także o wokalistę Vince Matthewsa. Niespełna rok później Griega zastąpił Mike Kimball. W odnowionym składzie kwintet zarejestrował czwarty album studyjny pt. Stop at Nothing. Płyta ukazała się 13 maja 2003 roku. W ramach promocji do utworu „One Shot, One Kill” został zrealizowany teledysk w reżyserii Frankie’ego Nasso. Obraz emitowany w programie telewizyjnym Headbangers Ball oraz wzrost zainteresowania katalogiem Relapse Records, przyczynił się także do wzrostu popularności Dying Fetus.
W 2005 roku zespół dał szereg koncertów w Ameryce Północnej poprzedzając GWAR. W międzyczasie skład Dying Fetus opuścił Erik Sayenga oraz Vince Matthews. Rok później funkcję perkusisty objął Duane „Cryptic Winter” Timlin. W odnowionym składzie zespół zarejestrował album pt. War of Attrition. Nagrania ukazały się 6 marca 2007 roku. Materiał był promowany teledyskiem do utworu „Homicidal Retribution”, który wyreżyserował Frankie Nasso. Jeszcze w 2007 roku Timlina zastąpił Trey Williams. Natomiast rok później Dying Fetus opuścił Mike Kimball. Jako trio grupa rozpoczęła prace nad kolejną płytą. 15 września 2009 roku ukazał się szósty album studyjny formacji pt. Descend into Depravity. Płyta dotarła do 168. miejsca listy Billboard 200 w Stanach Zjednoczonych. 19 lipca 2011 roku ukazał się drugi minialbum grupy pt. History Repeats... Na płycie znalazły się interpretacje utworów z repertuaru takich grup jak: Dehumanized, Napalm Death czy Bolt Thrower.

## Muzycy
Obecny skład zespołu

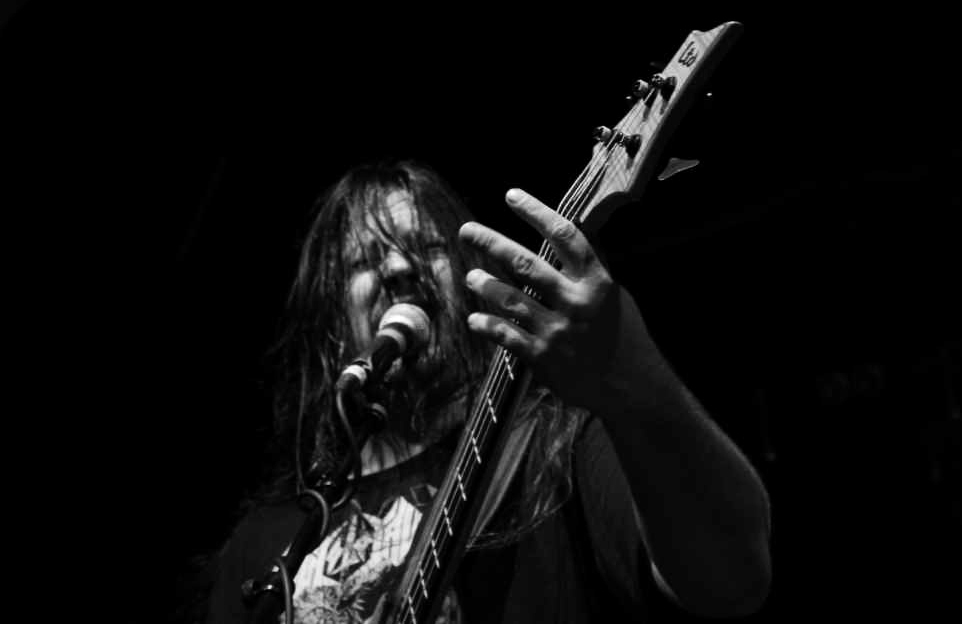
Sean Beasley podczas koncertu 19 października 2009 roku

- John Gallagher – gitara, śpiew (od 1991)
- Sean Beasley – gitara basowa, śpiew (od 2001)
- Trey Williams – perkusja (od 2007)

Byli członkowie zespołu
- Vince Matthews – śpiew (2001-2005)
- Brian Latta – gitara (1994-1998)
- Sparky Voyles – gitara (1998-2001)
- Bruce Grieg – gitara (2001-2002)
- Nick Speleos – gitara (1991-1994)
- Mike Kimball – gitara (2002-2008)
- Jason Netherton – gitara basowa, śpiew (1991-2001)
- Derek Boyer – gitara basowa (2001)
- Rob Belton – perkusja (1994-1996)
- Erik Sayenga – perkusja (1996-1997, 2001-2005)
- Kevin Talley – perkusja (1997-2001)
- Duane „Cryptic Winter” Timlin – perkusja (2006-2007)

## Dyskografia
| 1996                           | Purification Through Violence - Data: 1996 - Wydawca: Pulverizer Records      | –   | – | –  | –   |
| 1998                           | Killing on Adrenaline - Data: 27 lipca 1998 - Wydawca: Morbid Records         | –   | – | –  | –   |
| 2000                           | Destroy the Opposition - Data: 3 października 2000 - Wydawca: Relapse Records | –   | – | –  | –   |
| 2003                           | Stop at Nothing - Data: 13 maja 2003 - Wydawca: Relapse Records               | –   | – | –  | –   |
| 2007                           | War of Attrition - Data: 6 marca 2007 - Wydawca: Relapse Records              | –   | – | –  | –   |
| 2009                           | Descend into Depravity - Data: 15 września 2009 - Wydawca: Relapse Records    | 168 | 4 | 28 | –   |
| 2012                           | Reign Supreme - Data: 19 czerwca 2012 - Wydawca: Relapse Records              | 186 | 5 | 34 | 138 |
| 2017                           | Wrong One to Fuck With - Data: 23 czerwca 2017 - Wydawca: Relapse Records     | –   | – | –  | –   |
| „–” pozycja nie była notowana. |                                                                               |     |   |    |     |

| Rok  | Tytuł                                                                    |
| ---- | ------------------------------------------------------------------------ |
| 2000 | Grotesque Impalement - Data: 2000 - Wydawca: Blunt Force Records         |
| 2011 | History Repeats... (EP) - Data: 19 lipca 2011 - Wydawca: Relapse Records |

| Rok  | Tytuł                                                                          |
| ---- | ------------------------------------------------------------------------------ |
| 1993 | Bathe in Entrails - Data: 1993 - Wydawca: brak (wydanie własne)                |
| 1994 | Infatuation with Malevolence - Data: maj 1994 - Wydawca: brak (wydanie własne) |

| Rok  | Tytuł                                                                               |
| ---- | ----------------------------------------------------------------------------------- |
| 1995 | Infatuation with Malevolence (kompilacja) - Data: 1995 - Wydawca: Wild Rags Records |
| 2002 | Deepred / Dying Fetus (split z Deepred) - Data: 2002 - Wydawca: Relapse Records     |

## Teledyski
| Rok  | Tytuł                              | Reżyseria     | Album                  | Źródło |
| ---- | ---------------------------------- | ------------- | ---------------------- | ------ |
| 2003 | „One Shot, One Kill                | Frankie Nasso | Stop At Nothing        | [ 16 ] |
| 2007 | „Homicidal Retribution”            | Frankie Nasso | War Of Attrition       | [ 16 ] |
| 2009 | „Shepherd’s Commandment”           | Kevin Custer  | Descend Into Depravity | [ 16 ] |
| 2010 | „Your Treachery Will Die With You” | Kevin Custer  | Descend Into Depravity | [ 16 ] |
| 2012 | „From Womb To Waste”               | Scott Hansen  | Reign Supreme          | [ 16 ] |
| 2013 | „Second Skin”                      | –             | Reign Supreme          | [ 16 ] |